# Maria do Céu Pereira
Maria do Céu Gonçalves Marques Pereira oder Maria do Céu Carvarino (* 7. Mai 1953 in Ainaro, Portugiesisch-Timor; † 1979 in Osttimor), Kampfname Bi Lear, war eine osttimoresische Frauenrechtlerin und Unabhängigkeitsaktivistin.
1971 schloss Bi Lear ihre Ausbildung am Liceu Dr. Francisco Machado ab. Daraufhin erhielt sie von der portugiesischen Regierung ein Stipendium für ein Magisterstudium an der Pädagogischen Hochschule in Lissabon. Zusammen mit ihrem Mann António Duarte Carvarino (Mau Lear) lebte sie im Casa dos Timores, einem Treffpunkt linksradikaler Osttimoresen und Unabhängigkeitsbefürworter Portugiesisch-Timors. Auf einem Foto wurden die beiden von einem indonesischen Verleger als die „Maoisten aus Lissabon“ bezeichnet. Im September 1974 kehrte das Paar in ihre Heimat zurück und wurden beide Mitglied im Zentralkomitee der FRETILIN (CCF). Bi Lear wurde zur assistente und politischen Beraterin der Nationalen Politischen Kommission (CPN). Sie arbeitete als Lehrerin an den Grundschulen in Bidau und Farol und schließlich als Direktorin der Schule in Lospalos. Im Zuge der Entkolonialisierung des Bildungswesens beteiligte sich Bi-Lear an der Lehrplanreform, die auf die Bedürfnisse der Timoresen ausgerichtet war. Nach der Ausrufung der Unabhängigkeit von Osttimor 1975 wurde sie zur Vizesekretärin des Bildungsministeriums ernannt. Sie sollte mit anderen FRETILIN-Mitgliedern eine Alphabetisierungskampagne organisieren und setzte sich für die Emanzipierung der Frauen ein.
Am 7. Dezember erfolgte die Invasion Dilis durch Indonesien und es begann ein Guerillakrieg gegen die Besatzer. Bi Lear erhielt die politische Führung im Widerstandssektor Mitte-Nord. Im Februar 1979 wurde Mau Lear von den Indonesiern in Manatuto gefangen genommen und getötet. Bi Lear entschloss sich kurz danach, sich beim Konzentrationslager in Ostico zu ergeben und begann mit Verhandlungen mit Hilfe des Priesters Pater Locatelli als Vermittler. Bi Lear wurde in Venilale festgenommen, wo sie bis April im Haus eines osttimoresischen Kollaborateurs unter der Kontrolle der Militärpolizei blieb. Dann wurde sie fortgebracht und verschwand.
2006 wurde Bi Lear posthum der Ordem de Dom Boaventura verliehen.